# Velký Pěčín (železniční zastávka)
Velký Pěčín (německy Groß Pantschen) je železniční zastávka, která se nachází ve vesnici Velký Pěčín v okrese Jindřichův Hradec v Jihočeském kraji. Zastávka leží na trati číslo 227 (Kostelec u Jihlavy – Slavonice).

## Přeprava
Na zastávce zastavují pouze osobní a spěšné vlaky, které provozují České dráhy, které na tyto vlaky nasazují motorové vozy RegioSpider. Na zastávce se nachází přístřešek pro cestující. Zastávka se nachází v integrovaném dopravním systému VDV.

## Přístupnost
Přístup na nástupiště není bezbariérový.